# Стандартний базис
Стандартний базис чи канонічний базис в лінійній алгебрі — спеціальний базис для певного векторного простору, котрий в цьому просторі внаслідок своєї конструкції та форми виділяється серед інших базисів цього векторного простору.

## Визначення
Серед найбільш відомих та найуживаніших стандартних векторних просторів {\displaystyle \mathbb {R} ^{n}} з {\displaystyle n\in \mathbb {N} }, елементами яких є всі {\displaystyle n}-кортежі дійсних чисел  з-поміж можливих базисів в цих {\displaystyle \mathbb {R} ^{n}} виділяють ті, відносно яких координати вектора збігаються з компонентами кортежів {\displaystyle e_{1},\ldots ,e_{n}}  таким чином 
{\displaystyle {\begin{matrix}e_{1}&=&(1,0,0,\ldots ,0),\\e_{2}&=&(0,1,0,\ldots ,0),\\&\vdots &\\e_{n}&=&(0,0,0,\ldots ,1)\end{matrix}}}
Цей базис називають стандартним в {\displaystyle \mathbb {R} ^{n}}.  Стандартний базис є ортогональним та ортонормованим.

## Приклади
Стандартний базис в {\displaystyle \mathbb {R} ^{2}} складають  вектори 
{\displaystyle e_{1}={\begin{pmatrix}1\\0\end{pmatrix}},\quad e_{2}={\begin{pmatrix}0\\1\end{pmatrix}}}
В тривимірному векторному просторі {\displaystyle \mathbb {R} ^{3}} три вектори стандартного базису :
{\displaystyle \mathbf {i} =e_{1}={\begin{pmatrix}1\\0\\0\end{pmatrix}},\quad \mathbf {j} =e_{2}={\begin{pmatrix}0\\1\\0\end{pmatrix}},\quad \mathbf {k} =e_{3}={\begin{pmatrix}0\\0\\1\end{pmatrix}}}